# Hypocoela dubiefi
Hypocoela dubiefi là một loài bướm đêm trong họ Geometridae.